# Franciszek Albert Zahn
Franciszek Albert Zahn (ur. 1721 w Braniewie, zm. 24 listopada 1779) – duchowny katolicki, kanonik inflancki, wieloletni proboszcz parafii katolickiej w Królewcu.

## Życiorys

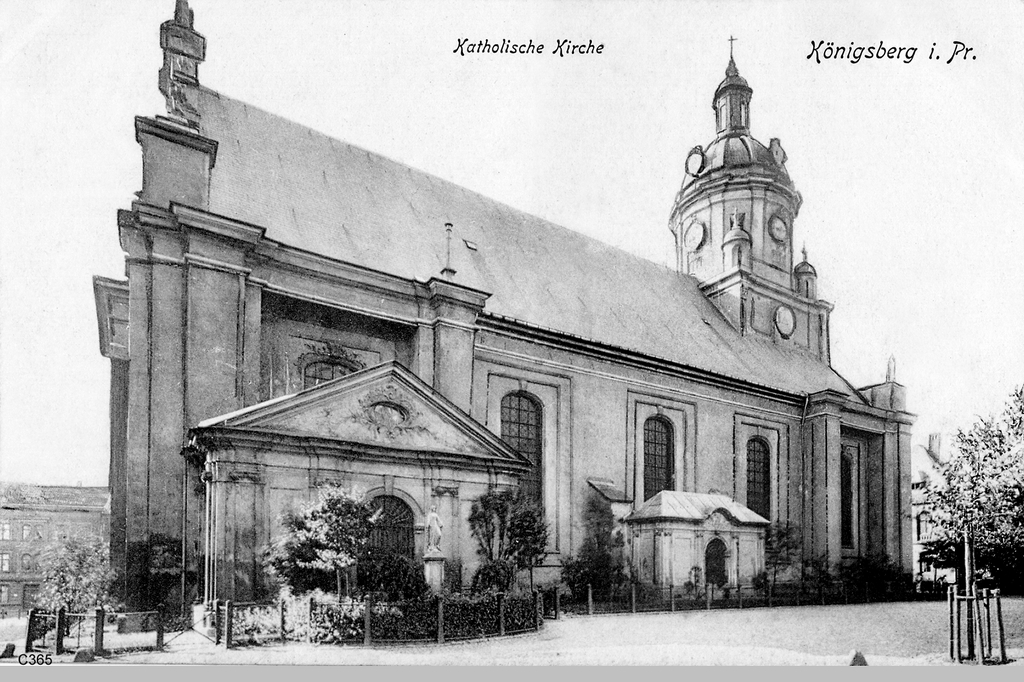
Przez 17 lat był proboszczem katolickiej parafii (Propsteikirche) w Królewcu

Urodził się w 1721 w Starym Mieście Braniewie, w rodzinie rajcy miejskiego Franza i Gertrudy z domu Ludwich. Ojciec pochodził z Westfalii. Był człowiekiem wykształconym, ukończył studia prawnicze na Uniwersytecie Albrechta w Królewcu. 19 lutego 1719 poślubił Gertrudę, córkę rajcy Starego Miasta Braniewa Johanna Ludwicha. Franciszek (Franz) przyszedł na świat 2 lata później w Braniewie. W 1739 rozpoczął studia teologiczno-filozoficzne w miejscowym seminarium duchownym, które kontynuował przez 4 lata. W 1743, jako kleryk z niższymi święceniami, wyjechał na dalsze studia na Uniwersytet Krakowski. 22 marca 1746 otrzymał prezentę na wikariusza parafii św. Jana Ewangelisty w Nowym Kawkowie. Święcenia kapłańskie otrzymał w roku 1745. Pełnił następnie posługę kapłańską w Kawkowie. W 1749 został mianowany beneficjentem w Dobrym Mieście. W 1757 został proboszczem w Barczewie. Za pośrednictwem biskupa Adama Stanisława Grabowskiego otrzymał kanonię honorową w kapitule inflanckiej.
Od 1762 do 1779 był proboszczem parafii katolickiej św. Jana Chrzciciela (Propsteikirche) w Królewcu, którą zarządzał do śmierci. Po 2 latach, 11 listopada 1764, w dniu św. Marcina miał miejsce pożar w Królewcu. Przez 2 dni ogień trawił miasto, spaliło się ponad 300 domów, trzy kościoły innowiercze i kościół katolicki św. Jana Chrzciciela. Ks. Zahn podjął się trudu odbudowy. Nie miał plebanii, często zmieniał wynajęte mieszkanie, aż przyjął go do swego domu radny kościelny. Przez następne lata ks. Zahn i rada parafii gromadzili fundusze na odbudowę. Rozpoczęto ją w 1770 i trwała 7 lat. Pierwszą mszę św. w odbudowywanym kościele odprawił już 27 kwietnia 1771 biskup pomocniczy diecezji warmińskiej Karol Fryderyk von Zehmen. Świątynia po odbudowaniu prezentowała się znakomicie. Otrzymała wygląd o barokowych cechach stylowych, posiadała wieżę o wysokości 56,34 metra.
Ostatnie lata życia ks. Zahn spędził przykuty do łoża. Zmarł 24 listopada 1779, pochowany został w krypcie przeznaczonej na pochówki dla duchownych.
W 1765 opublikował bez zatwierdzenia przez biskupa warmińskiego śpiewnik kościelny, w którym znalazło się ok. 124 pieśni luterańskich. Wydał także kilka modlitewników.